# Lorraine-Dietrich Type FO 6
Der Lorraine-Dietrich Type FO 6 ist eine Baureihe von Pkw-Modellen der 1900er Jahre. Dazu gehören Type CFO 6 und Type TFO 6. Hersteller war Lorraine-Dietrich in Frankreich.

## Beschreibung
Das einzige Baujahr war 1908. Nachfolger wurde der Type GO 6.
Konstrukteur des Motors war Giustino Cattaneo, der für das italienische Partnerunternehmen Isotta Fraschini tätig war. Er entwickelte einen Sechszylinder-Reihenmotor. Er ist als T-Kopf-Motor ausgeführt. Jeweils zwei Zylinder sind paarweise zusammengegossen. 130 mm Bohrung und 150 mm Hub ergeben 11.946 cm³ Hubraum. Der Motor war damals in Frankreich steuerlich mit 75/80 CV eingestuft.
Der Motor ist vorn längs im Fahrgestell eingebaut. Er treibt über ein Vierganggetriebe und Ketten die Hinterräder an. Die Bremse wirkt zeittypisch nur auf die Hinterachse.
Der Type CFO 6 hat 3500 mm Radstand, während er beim Type TFO 6 mit 3750 mm etwas länger ist. Ein Fahrzeug wurde als Doppelphaeton karosseriert.
Der Type FO hat einen Vierzylindermotor mit gleichen Zylinderabmessungen.